# 雷卡斯
雷卡斯，是西班牙卡斯蒂利亚-拉曼恰托莱多省的一个市镇。总面积31平方公里，总人口2745人（2001年），人口密度89人/平方公里。